# Высокогорский перевал
Высокогорский перевал (Кенцухинский перевал) — горный перевал через хребет, проходящий между долинами рек Высокогорская и Нежданка в Приморском крае.

## Общая характеристика
Находится на 343-м км автодороги 05Н-100 Осиновка - Рудная Пристань. Разграничивает Кавалеровский район и Дальнегорский городской округ. Высота над уровнем моря 675 м. До 1970-х годов назывался Кенцухинским перевалом — по находившейся вблизи речке.
Протяжённость перевала (между отрезками дороги, проходящими по долинам) 7,4 км. Перепад высот со стороны Кавалерово 150 м, со стороны Дальнегорска 270 м. В Кавалеровском районе шоссе имеет асфальтовое покрытие. В Дальнегорском городском округе дорога грунтовая, с большим уклоном и серпантинами. На вершине перевала имеется широкая обочина для остановки большегрузных автомобилей. После сильных снегопадов перевал может быть закрыт на несколько часов, на время работы снегоочистительной техники.